# Fenny Heemskerk
Fenny Heemskerk (Ámsterdam, 3 de diciembre de 1919-Amersfoort, 8 de junio de 2007) fue una jugadora de ajedrez neerlandesa, que obtuvo el título de Maestro Internacional Femenino en 1950, y el de Gran Maestro Femenino en 1977. Fue galardonada con la Orden de Orange-Nassau.
En enero de 1940 Heemskerk se casó con el Maestro FIDE Willem Koomen aunque el matrimonio se separó en 1944.

## Resultados destacados en competición
Ganó el Campeonato femenino de los Países Bajos en diez ocasiones (1937, 1939, 1946, 1948, 1950, 1952, 1954, 1956, 1958 y 1961). En 1937 ganó un encuentro contra Catharina Roodzant (4½-½) y en 1939 en Ámsterdam perdió otro contra Sonja Graf (0-4).
Durante la década de los años 1950 estuvo entre las mejores jugadoras del mundo y participó en diversos ciclos por el Campeonato del Mundo Femenino: ocupó el puesto 20.º en el Campeonato de 1949-50 que tuvo lugar en Moscú (la ganadora fue Liudmila Rudenko), empató en los puestos 2.º al 3.º en el Torneo de candidatos femenino para el Campeonato del mundo de 1953 (la ganadora fue Yelizaveta Býkova), novena en el Torneo de candidatos el Campeonato de 1956 (venció Olga Rubtsova), y empató para el puesto 15.º y 16.º en el Torneo de candidatos de Vrnjacka Banja para el mundial de 1962 (venció Nona Gaprindachvili).
Participó en las primeras Olimpíadas femeninas de ajedrez en Emmen (1957), pero debió de abandonar la competición dos días después de comenzar por la muerte de su padre.